# ピエール・ハーベイ
ピエール・ハーベイ (Pierre Harvey、CM CQ、1957年3月24日 - ) はカナダのスポーツ選手。カナダの男子スポーツ選手として初めて夏季五輪（1984年ロサンゼルス五輪で自転車競技）と冬季五輪（1984年サラエボ五輪でクロスカントリースキー）に出場した。

## 経歴
ケベック州リムースキ生まれ。1979年のカナダ冬季競技大会のクロスカントリースキーで3個のメダルを獲得した。
最初は1976年のモントリオール五輪に自転車選手として出場したが、個人ロードレースで24位に終わった。1978年にエドモントンで行われたコモンウェルスゲームズではロードレースで銀メダルを獲得している。
1982年から1988年まではクロスカントリースキーの選手として活動し、最高成績としては1982年オスロで行われたノルディックスキー世界選手権の15kmで16位を獲得した。1988年のホルメンコーレンスキー大会の50kmでの勝利など通算で合計3勝を獲得した。2010年現在、その名誉ある大会の競技で勝ったことのある唯一のカナダ人である。
1984年のロサンゼルス五輪の自転車ロードレースでの彼の仕事は、銀メダリストとなったチームメイトのスティーブ・バウアーのウィンドブレーカーをすることであった。
1988年のカルガリー冬季五輪では選手宣誓を行い、クロスカントリースキー30kmでは14位となった。
1987年ノルウェーで行われた名誉ある54kmビルケバイナーレネットで優勝。これはスカンジナビア人以外では初めてであった。

## 栄誉
1988年にカナダ勲章を授けられた。1992年にはカナダスキー殿堂、2006年にはカナダ自転車殿堂にそれぞれ入った。2011年にはケベック国家勲章ナイトを授けられた 。2014年にはカナダスポーツ殿堂入りを果たした。
息子のアレックス・ハーベイは2010年バンクーバー五輪と2014年ソチ五輪でクロスカントリースキーのカナダ代表を率いた。